# Copa Sudamericana 2018
Navigation
Édition précédente Édition suivante
La Copa Sudamericana 2018, officiellement Copa Conmebol Sudamericana 2018, est la 17e édition de la Copa Sudamericana, équivalent sud-américain de la Ligue Europa. Le vainqueur se qualifie pour la Copa Libertadores 2019, la Recopa Sudamericana 2019 et pour la Coupe Levain 2019. 54 clubs sont engagés dans cette édition : quatre clubs par fédération nationale, sauf pour les fédérations argentine et brésilienne, qui engagent respectivement six clubs, puis les deux meilleurs perdants du troisième tour préliminaire de la Copa Libertadores, et les huit troisièmes de la Copa Libertadores sont repêchés en Copa Sudamericana.

## Règles
Le format de la compétition est toujours le même et consiste en une série de matchs aller-retour à élimination directe. Les clubs sont départagés ainsi :
- Nombre de buts marqués sur l'ensemble des deux rencontres,
- Nombre de buts marqués à l'extérieur.

En cas d'égalité à la fin du second match, une séance de tirs au but est organisée. Il n'y a pas de prolongations.

## Clubs participants
| Deuxième tour | Deuxième tour | Deuxième tour | Deuxième tour | Deuxième tour | Deuxième tour | Deuxième tour | Deuxième tour | Deuxième tour | Deuxième tour | Deuxième tour | Deuxième tour | Deuxième tour | Deuxième tour | Deuxième tour | Deuxième tour |
| --- | --- | --- | --- | --- | --- | --- | --- | --- | --- | --- | --- | --- | --- | --- | --- |
| - 2 meilleurs repêchés du 3e tour de qualification de la Copa Libertadores : - Jorge Wilstermann - CA Banfield | - 2 meilleurs repêchés du 3e tour de qualification de la Copa Libertadores : - Jorge Wilstermann - CA Banfield | - 2 meilleurs repêchés du 3e tour de qualification de la Copa Libertadores : - Jorge Wilstermann - CA Banfield | - 2 meilleurs repêchés du 3e tour de qualification de la Copa Libertadores : - Jorge Wilstermann - CA Banfield | - 2 meilleurs repêchés du 3e tour de qualification de la Copa Libertadores : - Jorge Wilstermann - CA Banfield | - 2 meilleurs repêchés du 3e tour de qualification de la Copa Libertadores : - Jorge Wilstermann - CA Banfield | - 2 meilleurs repêchés du 3e tour de qualification de la Copa Libertadores : - Jorge Wilstermann - CA Banfield | - 2 meilleurs repêchés du 3e tour de qualification de la Copa Libertadores : - Jorge Wilstermann - CA Banfield | - 8 équipes placés 3e dans les poules de la Copa Libertadores : - Vasco da Gama - Penarol - Atlético Junior - Defensor Sporting Club - Santa Fe - Club Bolívar - Nacional - Millonarios Fútbol Club | - 8 équipes placés 3e dans les poules de la Copa Libertadores : - Vasco da Gama - Penarol - Atlético Junior - Defensor Sporting Club - Santa Fe - Club Bolívar - Nacional - Millonarios Fútbol Club | - 8 équipes placés 3e dans les poules de la Copa Libertadores : - Vasco da Gama - Penarol - Atlético Junior - Defensor Sporting Club - Santa Fe - Club Bolívar - Nacional - Millonarios Fútbol Club | - 8 équipes placés 3e dans les poules de la Copa Libertadores : - Vasco da Gama - Penarol - Atlético Junior - Defensor Sporting Club - Santa Fe - Club Bolívar - Nacional - Millonarios Fútbol Club | - 8 équipes placés 3e dans les poules de la Copa Libertadores : - Vasco da Gama - Penarol - Atlético Junior - Defensor Sporting Club - Santa Fe - Club Bolívar - Nacional - Millonarios Fútbol Club | - 8 équipes placés 3e dans les poules de la Copa Libertadores : - Vasco da Gama - Penarol - Atlético Junior - Defensor Sporting Club - Santa Fe - Club Bolívar - Nacional - Millonarios Fútbol Club | - 8 équipes placés 3e dans les poules de la Copa Libertadores : - Vasco da Gama - Penarol - Atlético Junior - Defensor Sporting Club - Santa Fe - Club Bolívar - Nacional - Millonarios Fútbol Club | - 8 équipes placés 3e dans les poules de la Copa Libertadores : - Vasco da Gama - Penarol - Atlético Junior - Defensor Sporting Club - Santa Fe - Club Bolívar - Nacional - Millonarios Fútbol Club |
| Premier tour | | | | | | | | | | | | | | | |
| - San Lorenzo 7e du classement cumulé en 2017 - Lanus 8e du classement cumulé en 2017 - Newell's Old Boys 9e du classement cumulé en 2017 - Defensa y Justicia 10e du classement cumulé en 2017 - Colon 11e du classement cumulé en 2017 - Rosario Central 12e du classement cumulé en 2017 - Blooming Meilleur club non qualifié pour la Copa Libertadores 2018 - Guabira 2e Meilleur club non qualifié pour la Copa Libertadores 2018 - San José 3e Meilleur club non qualifié pour la Copa Libertadores 2018 - Nacional Potosi 4e Meilleur club non qualifié pour la Copa Libertadores 2018 - Union Española Perdant du barrage Libertadores/Sudamericana - Everton Meilleur club non qualifié pour la Copa Libertadores 2018 - Audax Italiano 2e Meilleur club non qualifié pour la Copa Libertadores 2018 - Deportivo Temuco 3e Meilleur club non qualifié pour la Copa Libertadores 2018 - Independiente Medellin Meilleur club du championnat non qualifié pour la Copa Libertadores - América de Cali 2e Meilleur club du championnat non qualifié pour la Copa Libertadores - Deportivo Cali 3e Meilleur club du championnat non qualifié pour la Copa Libertadores - Jaguares 4e Meilleur club du championnat non qualifié pour la Copa Libertadores - Barcelona SC Meilleur club non qualifié pour la Copa Libertadores - El Nacional 2e Meilleur club non qualifié pour la Copa Libertadores - CD Cuenca 3e Meilleur club non qualifié pour la Copa Libertadores - LDU Quito Vainqueur des Play Off de qualification | - San Lorenzo 7e du classement cumulé en 2017 - Lanus 8e du classement cumulé en 2017 - Newell's Old Boys 9e du classement cumulé en 2017 - Defensa y Justicia 10e du classement cumulé en 2017 - Colon 11e du classement cumulé en 2017 - Rosario Central 12e du classement cumulé en 2017 - Blooming Meilleur club non qualifié pour la Copa Libertadores 2018 - Guabira 2e Meilleur club non qualifié pour la Copa Libertadores 2018 - San José 3e Meilleur club non qualifié pour la Copa Libertadores 2018 - Nacional Potosi 4e Meilleur club non qualifié pour la Copa Libertadores 2018 - Union Española Perdant du barrage Libertadores/Sudamericana - Everton Meilleur club non qualifié pour la Copa Libertadores 2018 - Audax Italiano 2e Meilleur club non qualifié pour la Copa Libertadores 2018 - Deportivo Temuco 3e Meilleur club non qualifié pour la Copa Libertadores 2018 - Independiente Medellin Meilleur club du championnat non qualifié pour la Copa Libertadores - América de Cali 2e Meilleur club du championnat non qualifié pour la Copa Libertadores - Deportivo Cali 3e Meilleur club du championnat non qualifié pour la Copa Libertadores - Jaguares 4e Meilleur club du championnat non qualifié pour la Copa Libertadores - Barcelona SC Meilleur club non qualifié pour la Copa Libertadores - El Nacional 2e Meilleur club non qualifié pour la Copa Libertadores - CD Cuenca 3e Meilleur club non qualifié pour la Copa Libertadores - LDU Quito Vainqueur des Play Off de qualification | - San Lorenzo 7e du classement cumulé en 2017 - Lanus 8e du classement cumulé en 2017 - Newell's Old Boys 9e du classement cumulé en 2017 - Defensa y Justicia 10e du classement cumulé en 2017 - Colon 11e du classement cumulé en 2017 - Rosario Central 12e du classement cumulé en 2017 - Blooming Meilleur club non qualifié pour la Copa Libertadores 2018 - Guabira 2e Meilleur club non qualifié pour la Copa Libertadores 2018 - San José 3e Meilleur club non qualifié pour la Copa Libertadores 2018 - Nacional Potosi 4e Meilleur club non qualifié pour la Copa Libertadores 2018 - Union Española Perdant du barrage Libertadores/Sudamericana - Everton Meilleur club non qualifié pour la Copa Libertadores 2018 - Audax Italiano 2e Meilleur club non qualifié pour la Copa Libertadores 2018 - Deportivo Temuco 3e Meilleur club non qualifié pour la Copa Libertadores 2018 - Independiente Medellin Meilleur club du championnat non qualifié pour la Copa Libertadores - América de Cali 2e Meilleur club du championnat non qualifié pour la Copa Libertadores - Deportivo Cali 3e Meilleur club du championnat non qualifié pour la Copa Libertadores - Jaguares 4e Meilleur club du championnat non qualifié pour la Copa Libertadores - Barcelona SC Meilleur club non qualifié pour la Copa Libertadores - El Nacional 2e Meilleur club non qualifié pour la Copa Libertadores - CD Cuenca 3e Meilleur club non qualifié pour la Copa Libertadores - LDU Quito Vainqueur des Play Off de qualification | - San Lorenzo 7e du classement cumulé en 2017 - Lanus 8e du classement cumulé en 2017 - Newell's Old Boys 9e du classement cumulé en 2017 - Defensa y Justicia 10e du classement cumulé en 2017 - Colon 11e du classement cumulé en 2017 - Rosario Central 12e du classement cumulé en 2017 - Blooming Meilleur club non qualifié pour la Copa Libertadores 2018 - Guabira 2e Meilleur club non qualifié pour la Copa Libertadores 2018 - San José 3e Meilleur club non qualifié pour la Copa Libertadores 2018 - Nacional Potosi 4e Meilleur club non qualifié pour la Copa Libertadores 2018 - Union Española Perdant du barrage Libertadores/Sudamericana - Everton Meilleur club non qualifié pour la Copa Libertadores 2018 - Audax Italiano 2e Meilleur club non qualifié pour la Copa Libertadores 2018 - Deportivo Temuco 3e Meilleur club non qualifié pour la Copa Libertadores 2018 - Independiente Medellin Meilleur club du championnat non qualifié pour la Copa Libertadores - América de Cali 2e Meilleur club du championnat non qualifié pour la Copa Libertadores - Deportivo Cali 3e Meilleur club du championnat non qualifié pour la Copa Libertadores - Jaguares 4e Meilleur club du championnat non qualifié pour la Copa Libertadores - Barcelona SC Meilleur club non qualifié pour la Copa Libertadores - El Nacional 2e Meilleur club non qualifié pour la Copa Libertadores - CD Cuenca 3e Meilleur club non qualifié pour la Copa Libertadores - LDU Quito Vainqueur des Play Off de qualification | - San Lorenzo 7e du classement cumulé en 2017 - Lanus 8e du classement cumulé en 2017 - Newell's Old Boys 9e du classement cumulé en 2017 - Defensa y Justicia 10e du classement cumulé en 2017 - Colon 11e du classement cumulé en 2017 - Rosario Central 12e du classement cumulé en 2017 - Blooming Meilleur club non qualifié pour la Copa Libertadores 2018 - Guabira 2e Meilleur club non qualifié pour la Copa Libertadores 2018 - San José 3e Meilleur club non qualifié pour la Copa Libertadores 2018 - Nacional Potosi 4e Meilleur club non qualifié pour la Copa Libertadores 2018 - Union Española Perdant du barrage Libertadores/Sudamericana - Everton Meilleur club non qualifié pour la Copa Libertadores 2018 - Audax Italiano 2e Meilleur club non qualifié pour la Copa Libertadores 2018 - Deportivo Temuco 3e Meilleur club non qualifié pour la Copa Libertadores 2018 - Independiente Medellin Meilleur club du championnat non qualifié pour la Copa Libertadores - América de Cali 2e Meilleur club du championnat non qualifié pour la Copa Libertadores - Deportivo Cali 3e Meilleur club du championnat non qualifié pour la Copa Libertadores - Jaguares 4e Meilleur club du championnat non qualifié pour la Copa Libertadores - Barcelona SC Meilleur club non qualifié pour la Copa Libertadores - El Nacional 2e Meilleur club non qualifié pour la Copa Libertadores - CD Cuenca 3e Meilleur club non qualifié pour la Copa Libertadores - LDU Quito Vainqueur des Play Off de qualification | - San Lorenzo 7e du classement cumulé en 2017 - Lanus 8e du classement cumulé en 2017 - Newell's Old Boys 9e du classement cumulé en 2017 - Defensa y Justicia 10e du classement cumulé en 2017 - Colon 11e du classement cumulé en 2017 - Rosario Central 12e du classement cumulé en 2017 - Blooming Meilleur club non qualifié pour la Copa Libertadores 2018 - Guabira 2e Meilleur club non qualifié pour la Copa Libertadores 2018 - San José 3e Meilleur club non qualifié pour la Copa Libertadores 2018 - Nacional Potosi 4e Meilleur club non qualifié pour la Copa Libertadores 2018 - Union Española Perdant du barrage Libertadores/Sudamericana - Everton Meilleur club non qualifié pour la Copa Libertadores 2018 - Audax Italiano 2e Meilleur club non qualifié pour la Copa Libertadores 2018 - Deportivo Temuco 3e Meilleur club non qualifié pour la Copa Libertadores 2018 - Independiente Medellin Meilleur club du championnat non qualifié pour la Copa Libertadores - América de Cali 2e Meilleur club du championnat non qualifié pour la Copa Libertadores - Deportivo Cali 3e Meilleur club du championnat non qualifié pour la Copa Libertadores - Jaguares 4e Meilleur club du championnat non qualifié pour la Copa Libertadores - Barcelona SC Meilleur club non qualifié pour la Copa Libertadores - El Nacional 2e Meilleur club non qualifié pour la Copa Libertadores - CD Cuenca 3e Meilleur club non qualifié pour la Copa Libertadores - LDU Quito Vainqueur des Play Off de qualification | - San Lorenzo 7e du classement cumulé en 2017 - Lanus 8e du classement cumulé en 2017 - Newell's Old Boys 9e du classement cumulé en 2017 - Defensa y Justicia 10e du classement cumulé en 2017 - Colon 11e du classement cumulé en 2017 - Rosario Central 12e du classement cumulé en 2017 - Blooming Meilleur club non qualifié pour la Copa Libertadores 2018 - Guabira 2e Meilleur club non qualifié pour la Copa Libertadores 2018 - San José 3e Meilleur club non qualifié pour la Copa Libertadores 2018 - Nacional Potosi 4e Meilleur club non qualifié pour la Copa Libertadores 2018 - Union Española Perdant du barrage Libertadores/Sudamericana - Everton Meilleur club non qualifié pour la Copa Libertadores 2018 - Audax Italiano 2e Meilleur club non qualifié pour la Copa Libertadores 2018 - Deportivo Temuco 3e Meilleur club non qualifié pour la Copa Libertadores 2018 - Independiente Medellin Meilleur club du championnat non qualifié pour la Copa Libertadores - América de Cali 2e Meilleur club du championnat non qualifié pour la Copa Libertadores - Deportivo Cali 3e Meilleur club du championnat non qualifié pour la Copa Libertadores - Jaguares 4e Meilleur club du championnat non qualifié pour la Copa Libertadores - Barcelona SC Meilleur club non qualifié pour la Copa Libertadores - El Nacional 2e Meilleur club non qualifié pour la Copa Libertadores - CD Cuenca 3e Meilleur club non qualifié pour la Copa Libertadores - LDU Quito Vainqueur des Play Off de qualification | - San Lorenzo 7e du classement cumulé en 2017 - Lanus 8e du classement cumulé en 2017 - Newell's Old Boys 9e du classement cumulé en 2017 - Defensa y Justicia 10e du classement cumulé en 2017 - Colon 11e du classement cumulé en 2017 - Rosario Central 12e du classement cumulé en 2017 - Blooming Meilleur club non qualifié pour la Copa Libertadores 2018 - Guabira 2e Meilleur club non qualifié pour la Copa Libertadores 2018 - San José 3e Meilleur club non qualifié pour la Copa Libertadores 2018 - Nacional Potosi 4e Meilleur club non qualifié pour la Copa Libertadores 2018 - Union Española Perdant du barrage Libertadores/Sudamericana - Everton Meilleur club non qualifié pour la Copa Libertadores 2018 - Audax Italiano 2e Meilleur club non qualifié pour la Copa Libertadores 2018 - Deportivo Temuco 3e Meilleur club non qualifié pour la Copa Libertadores 2018 - Independiente Medellin Meilleur club du championnat non qualifié pour la Copa Libertadores - América de Cali 2e Meilleur club du championnat non qualifié pour la Copa Libertadores - Deportivo Cali 3e Meilleur club du championnat non qualifié pour la Copa Libertadores - Jaguares 4e Meilleur club du championnat non qualifié pour la Copa Libertadores - Barcelona SC Meilleur club non qualifié pour la Copa Libertadores - El Nacional 2e Meilleur club non qualifié pour la Copa Libertadores - CD Cuenca 3e Meilleur club non qualifié pour la Copa Libertadores - LDU Quito Vainqueur des Play Off de qualification | - CA Mineiro 9e du Championnat du Brésil de football 2017 - Botafogo 10e du Championnat du Brésil de football 2017 - Paranaense 11e du Championnat du Brésil de football 2017 - Bahia 12e du Championnat du Brésil de football 2017 - Sao Paulo 13e du Championnat du Brésil de football 2017 - Fluminense 14e du Championnat du Brésil de football 2017 - Sol de América 5e du classement cumulé en 2017 - Club General Díaz 6e du classement cumulé en 2017 - Luqueño 7e du classement cumulé en 2017 - Club Nacional 8e du classement cumulé en 2017 - Universidad Técnica de Cajamarca 5e du classement cumulé en 2017 - Sport Huancayo 6e du classement cumulé en 2017 - Sport Rosario 7e du classement cumulé en 2017 - Club Sporting Cristal 8e du classement cumulé en 2017 - Club Atlético Cerro 5e du Championnat d'Uruguay de football en 2017 - Boston River 6e du Championnat d'Uruguay de football en 2017 - Rampla Junior 8e du Championnat d'Uruguay de football en 2017 - Danubio 9e du Championnat d'Uruguay de football en 2017 - Mineros Guayana Vainqueur de la Coupe du Venezuela 2017 - Estudiantes de Mérida Meilleure équipe du championnat de clôture 2017, non qualifié pour la Copa Libertadores - Caracas Vice champion du tournoi d'ouverture 2017 - Zamora Meilleure équipe non qualifié pour la Copa Libertadores du classement cumulé 2017 | - CA Mineiro 9e du Championnat du Brésil de football 2017 - Botafogo 10e du Championnat du Brésil de football 2017 - Paranaense 11e du Championnat du Brésil de football 2017 - Bahia 12e du Championnat du Brésil de football 2017 - Sao Paulo 13e du Championnat du Brésil de football 2017 - Fluminense 14e du Championnat du Brésil de football 2017 - Sol de América 5e du classement cumulé en 2017 - Club General Díaz 6e du classement cumulé en 2017 - Luqueño 7e du classement cumulé en 2017 - Club Nacional 8e du classement cumulé en 2017 - Universidad Técnica de Cajamarca 5e du classement cumulé en 2017 - Sport Huancayo 6e du classement cumulé en 2017 - Sport Rosario 7e du classement cumulé en 2017 - Club Sporting Cristal 8e du classement cumulé en 2017 - Club Atlético Cerro 5e du Championnat d'Uruguay de football en 2017 - Boston River 6e du Championnat d'Uruguay de football en 2017 - Rampla Junior 8e du Championnat d'Uruguay de football en 2017 - Danubio 9e du Championnat d'Uruguay de football en 2017 - Mineros Guayana Vainqueur de la Coupe du Venezuela 2017 - Estudiantes de Mérida Meilleure équipe du championnat de clôture 2017, non qualifié pour la Copa Libertadores - Caracas Vice champion du tournoi d'ouverture 2017 - Zamora Meilleure équipe non qualifié pour la Copa Libertadores du classement cumulé 2017 | - CA Mineiro 9e du Championnat du Brésil de football 2017 - Botafogo 10e du Championnat du Brésil de football 2017 - Paranaense 11e du Championnat du Brésil de football 2017 - Bahia 12e du Championnat du Brésil de football 2017 - Sao Paulo 13e du Championnat du Brésil de football 2017 - Fluminense 14e du Championnat du Brésil de football 2017 - Sol de América 5e du classement cumulé en 2017 - Club General Díaz 6e du classement cumulé en 2017 - Luqueño 7e du classement cumulé en 2017 - Club Nacional 8e du classement cumulé en 2017 - Universidad Técnica de Cajamarca 5e du classement cumulé en 2017 - Sport Huancayo 6e du classement cumulé en 2017 - Sport Rosario 7e du classement cumulé en 2017 - Club Sporting Cristal 8e du classement cumulé en 2017 - Club Atlético Cerro 5e du Championnat d'Uruguay de football en 2017 - Boston River 6e du Championnat d'Uruguay de football en 2017 - Rampla Junior 8e du Championnat d'Uruguay de football en 2017 - Danubio 9e du Championnat d'Uruguay de football en 2017 - Mineros Guayana Vainqueur de la Coupe du Venezuela 2017 - Estudiantes de Mérida Meilleure équipe du championnat de clôture 2017, non qualifié pour la Copa Libertadores - Caracas Vice champion du tournoi d'ouverture 2017 - Zamora Meilleure équipe non qualifié pour la Copa Libertadores du classement cumulé 2017 | - CA Mineiro 9e du Championnat du Brésil de football 2017 - Botafogo 10e du Championnat du Brésil de football 2017 - Paranaense 11e du Championnat du Brésil de football 2017 - Bahia 12e du Championnat du Brésil de football 2017 - Sao Paulo 13e du Championnat du Brésil de football 2017 - Fluminense 14e du Championnat du Brésil de football 2017 - Sol de América 5e du classement cumulé en 2017 - Club General Díaz 6e du classement cumulé en 2017 - Luqueño 7e du classement cumulé en 2017 - Club Nacional 8e du classement cumulé en 2017 - Universidad Técnica de Cajamarca 5e du classement cumulé en 2017 - Sport Huancayo 6e du classement cumulé en 2017 - Sport Rosario 7e du classement cumulé en 2017 - Club Sporting Cristal 8e du classement cumulé en 2017 - Club Atlético Cerro 5e du Championnat d'Uruguay de football en 2017 - Boston River 6e du Championnat d'Uruguay de football en 2017 - Rampla Junior 8e du Championnat d'Uruguay de football en 2017 - Danubio 9e du Championnat d'Uruguay de football en 2017 - Mineros Guayana Vainqueur de la Coupe du Venezuela 2017 - Estudiantes de Mérida Meilleure équipe du championnat de clôture 2017, non qualifié pour la Copa Libertadores - Caracas Vice champion du tournoi d'ouverture 2017 - Zamora Meilleure équipe non qualifié pour la Copa Libertadores du classement cumulé 2017 | - CA Mineiro 9e du Championnat du Brésil de football 2017 - Botafogo 10e du Championnat du Brésil de football 2017 - Paranaense 11e du Championnat du Brésil de football 2017 - Bahia 12e du Championnat du Brésil de football 2017 - Sao Paulo 13e du Championnat du Brésil de football 2017 - Fluminense 14e du Championnat du Brésil de football 2017 - Sol de América 5e du classement cumulé en 2017 - Club General Díaz 6e du classement cumulé en 2017 - Luqueño 7e du classement cumulé en 2017 - Club Nacional 8e du classement cumulé en 2017 - Universidad Técnica de Cajamarca 5e du classement cumulé en 2017 - Sport Huancayo 6e du classement cumulé en 2017 - Sport Rosario 7e du classement cumulé en 2017 - Club Sporting Cristal 8e du classement cumulé en 2017 - Club Atlético Cerro 5e du Championnat d'Uruguay de football en 2017 - Boston River 6e du Championnat d'Uruguay de football en 2017 - Rampla Junior 8e du Championnat d'Uruguay de football en 2017 - Danubio 9e du Championnat d'Uruguay de football en 2017 - Mineros Guayana Vainqueur de la Coupe du Venezuela 2017 - Estudiantes de Mérida Meilleure équipe du championnat de clôture 2017, non qualifié pour la Copa Libertadores - Caracas Vice champion du tournoi d'ouverture 2017 - Zamora Meilleure équipe non qualifié pour la Copa Libertadores du classement cumulé 2017 | - CA Mineiro 9e du Championnat du Brésil de football 2017 - Botafogo 10e du Championnat du Brésil de football 2017 - Paranaense 11e du Championnat du Brésil de football 2017 - Bahia 12e du Championnat du Brésil de football 2017 - Sao Paulo 13e du Championnat du Brésil de football 2017 - Fluminense 14e du Championnat du Brésil de football 2017 - Sol de América 5e du classement cumulé en 2017 - Club General Díaz 6e du classement cumulé en 2017 - Luqueño 7e du classement cumulé en 2017 - Club Nacional 8e du classement cumulé en 2017 - Universidad Técnica de Cajamarca 5e du classement cumulé en 2017 - Sport Huancayo 6e du classement cumulé en 2017 - Sport Rosario 7e du classement cumulé en 2017 - Club Sporting Cristal 8e du classement cumulé en 2017 - Club Atlético Cerro 5e du Championnat d'Uruguay de football en 2017 - Boston River 6e du Championnat d'Uruguay de football en 2017 - Rampla Junior 8e du Championnat d'Uruguay de football en 2017 - Danubio 9e du Championnat d'Uruguay de football en 2017 - Mineros Guayana Vainqueur de la Coupe du Venezuela 2017 - Estudiantes de Mérida Meilleure équipe du championnat de clôture 2017, non qualifié pour la Copa Libertadores - Caracas Vice champion du tournoi d'ouverture 2017 - Zamora Meilleure équipe non qualifié pour la Copa Libertadores du classement cumulé 2017 | - CA Mineiro 9e du Championnat du Brésil de football 2017 - Botafogo 10e du Championnat du Brésil de football 2017 - Paranaense 11e du Championnat du Brésil de football 2017 - Bahia 12e du Championnat du Brésil de football 2017 - Sao Paulo 13e du Championnat du Brésil de football 2017 - Fluminense 14e du Championnat du Brésil de football 2017 - Sol de América 5e du classement cumulé en 2017 - Club General Díaz 6e du classement cumulé en 2017 - Luqueño 7e du classement cumulé en 2017 - Club Nacional 8e du classement cumulé en 2017 - Universidad Técnica de Cajamarca 5e du classement cumulé en 2017 - Sport Huancayo 6e du classement cumulé en 2017 - Sport Rosario 7e du classement cumulé en 2017 - Club Sporting Cristal 8e du classement cumulé en 2017 - Club Atlético Cerro 5e du Championnat d'Uruguay de football en 2017 - Boston River 6e du Championnat d'Uruguay de football en 2017 - Rampla Junior 8e du Championnat d'Uruguay de football en 2017 - Danubio 9e du Championnat d'Uruguay de football en 2017 - Mineros Guayana Vainqueur de la Coupe du Venezuela 2017 - Estudiantes de Mérida Meilleure équipe du championnat de clôture 2017, non qualifié pour la Copa Libertadores - Caracas Vice champion du tournoi d'ouverture 2017 - Zamora Meilleure équipe non qualifié pour la Copa Libertadores du classement cumulé 2017 | - CA Mineiro 9e du Championnat du Brésil de football 2017 - Botafogo 10e du Championnat du Brésil de football 2017 - Paranaense 11e du Championnat du Brésil de football 2017 - Bahia 12e du Championnat du Brésil de football 2017 - Sao Paulo 13e du Championnat du Brésil de football 2017 - Fluminense 14e du Championnat du Brésil de football 2017 - Sol de América 5e du classement cumulé en 2017 - Club General Díaz 6e du classement cumulé en 2017 - Luqueño 7e du classement cumulé en 2017 - Club Nacional 8e du classement cumulé en 2017 - Universidad Técnica de Cajamarca 5e du classement cumulé en 2017 - Sport Huancayo 6e du classement cumulé en 2017 - Sport Rosario 7e du classement cumulé en 2017 - Club Sporting Cristal 8e du classement cumulé en 2017 - Club Atlético Cerro 5e du Championnat d'Uruguay de football en 2017 - Boston River 6e du Championnat d'Uruguay de football en 2017 - Rampla Junior 8e du Championnat d'Uruguay de football en 2017 - Danubio 9e du Championnat d'Uruguay de football en 2017 - Mineros Guayana Vainqueur de la Coupe du Venezuela 2017 - Estudiantes de Mérida Meilleure équipe du championnat de clôture 2017, non qualifié pour la Copa Libertadores - Caracas Vice champion du tournoi d'ouverture 2017 - Zamora Meilleure équipe non qualifié pour la Copa Libertadores du classement cumulé 2017 |

## Compétition

### Premier tour
Les 21 qualifiés après matchs aller et retour seront rejoint au deuxième tour par les 2 meilleurs repêchés du 3e tour de qualification de la Copa Libertadores et les 8 troisièmes repêchés de la phase de groupes de la Copa Libertadores
Tirage au sort du premier tour effectué le 20 décembre 2017.
| Équipe 1                         | Score          | Équipe 2               | Aller | Retour |
| -------------------------------- | -------------- | ---------------------- | ----- | ------ |
| Everton                          | 2 - 2(E)       | Caracas                | 1 - 2 | 1 - 0  |
| Estudiantes de Mérida            | 1 - 3          | Deportivo Temuco       | 1 - 1 | 0 - 2  |
| Lanus                            | 5 - 4          | Club Sporting Cristal  | 4 - 2 | 1 - 2  |
| Deportivo Cali                   | 5 - 3          | Danubio                | 3- 0  | 2 - 3  |
| San Lorenzo                      | 1 - 0          | CA Mineiro             | 1 - 0 | 0 - 0  |
| LDU Quito                        | 4 - 4(E)       | Guabira                | 2 - 1 | 2 - 3  |
| Club Nacional                    | 0 - 0 (4-3)tab | Mineros Guayana        | 0 - 0 | 0 - 0  |
| Sport Rosario                    | 0 - 2          | Club Atlético Cerro    | 0 - 0 | 0 - 2  |
| Sol de América                   | 3(E) - 3       | Independiente Medellin | 2 - 0 | 1 - 3  |
| Barcelona SC                     | 1 - 2          | Club General Díaz      | 0 - 0 | 1 - 2  |
| Club Sportivo Luqueño            | 2 - 2 (5-6)tab | CD Cuenca              | 2 - 0 | 0 - 2  |
| Universidad Técnica de Cajamarca | 2 - 4          | Rampla Junior          | 2- 0  | 0 - 4  |
| Defensa y Justicia               | 3 - 1          | América de Cali        | 0 - 1 | 3 - 0  |
| CA Paranaense                    | 4 - 2          | Newell's Old Boys      | 3 - 0 | 1 - 2  |
| Union Española                   | 0 - 3          | Sport Huancayo         | 0 - 0 | 0 - 3  |
| Jaguares                         | 2 - 4          | Boston River           | 2 - 1 | 0 - 3  |
| Rosario Central                  | 0 - 1          | Sao Paulo              | 0 - 0 | 0 - 1  |
| El Nacional                      | 4 - 3          | San José               | 3 - 2 | 1 - 1  |
| Blooming                         | 1 - 4          | Bahia                  | 1 - 0 | 0 - 4  |
| Zamora                           | 0 - 3          | CA Colon               | 0 - 2 | 0 - 1  |
| Audax Italiano                   | 1 - 3          | Botafogo               | 1 - 2 | 1 - 1  |
| Fluminense                       | 3 - 2          | Nacional Potosi        | 3 - 0 | 0 - 2  |

- (E) : Règle des buts marqués à l'extérieur
- (tab) : Tirs au but

### Deuxième tour
Le tirage au sort du deuxième tour se fera le 4 juin 2018 à Luque, Paraguay.
| Équipe 1           | Score          | Équipe 2                | Aller | Retour |
| ------------------ | -------------- | ----------------------- | ----- | ------ |
| Club General Díaz  | 1 - 5          | Millonarios Fútbol Club | 1 - 1 | 0 - 4  |
| Club Nacional      | 2 - 3          | Botafogo                | 2 - 1 | 0 - 2  |
| Sol de América     | 0 - 1          | Nacional                | 0 - 0 | 0 - 1  |
| Sao Paulo          | 1 - 1 (3-5tab) | CA Colon                | 0 - 1 | 1 - 0  |
| Boston River       | 1 - 2          | CA Banfield             | 1 - 0 | 0 - 2  |
| Fluminense         | 3 - 0          | Defensor Sporting Club  | 2 - 0 | 1 - 0  |
| CA Paranaense      | 6 - 1          | Penarol                 | 2 - 0 | 4 - 1  |
| Deportivo Cali     | 6 - 1          | Club Bolívar            | 4 - 0 | 2 - 1  |
| LDU Quito          | 3 - 2          | Vasco da Gama           | 3 - 1 | 0 - 1  |
| Caracas            | 6 - 3          | Sport Huancayo          | 2 - 0 | 4 - 3  |
| CD Cuenca          | 4 - 4 (6-5tab) | Jorge Wilstermann       | 2 - 2 | 2 - 2  |
| Defensa y Justicia | 2 - 1          | El Nacional             | 2 - 0 | 0 - 1  |
| Lanus              | 1 - 1 (2-3tab) | Atlético Junior         | 1 - 0 | 0 - 1  |
| San Lorenzo        | 3 - 1          | Deportivo Temuco        | 3 - 0 | 0 - 1  |
| Bahia              | 3 - 1          | Club Atlético Cerro     | 2 - 0 | 1 - 1  |
| Rampla Junior      | 0 - 2          | Santa Fe                | 0 - 0 | 0 - 2  |

Le score de la rencontre San Lorenzo contre Deportivo Temuco (1-2) est modifiée par la CONMEBOL pour usage d'un joueur non éligible (Jonathan Requena), le score est 3-0 pour San Lorenzo.

### Huitièmes de finale
À partir des huitièmes de finale, les clubs disputent un tournoi à élimination directe, avec matchs aller et retour ou le club avec le meilleur coefficient reçoit lors du match retour.
Les rencontres se dérouleront du 22 août 2018 au 5 octobre 2018.
| Équipe 1           | Score          | Équipe 2                | Aller | Retour |
| ------------------ | -------------- | ----------------------- | ----- | ------ |
| CD Cuenca          | 0 - 4          | Fluminense              | 0 - 2 | 0 - 2  |
| San Lorenzo        | 3 - 3E         | Nacional                | 3- 1  | 0 - 2  |
| Caracas            | 1 - 4          | CA Paranaense           | 0 - 2 | 1 - 2  |
| Bahia              | 3 - 3 (5-4tab) | Botafogo                | 2 - 1 | 1 - 2  |
| Defensa y Justicia | 2 - 0          | CA Banfield             | 2 - 0 | 0 - 0  |
| Atlético Junior    | 2 - 1          | CA Colon                | 1 - 0 | 1 - 1  |
| LDU Quito          | 1 - 1 (1-3tab) | Deportivo Cali          | 1 - 0 | 0 - 1  |
| Santa Fe           | 0 - 0 (5-3tab) | Millonarios Fútbol Club | 0 - 0 | 0 - 0  |

### Quarts de finale
| Équipe 1        | Score          | Équipe 2           | Aller | Retour |
| --------------- | -------------- | ------------------ | ----- | ------ |
| Fluminense      | 2 - 1          | Nacional           | 1 - 1 | 1 - 0  |
| Bahia           | 1 - 1 (1-4tab) | CA Paranaense      | 0 - 1 | 1 - 0  |
| Atlético Junior | 3(E) - 3       | Defensa y Justicia | 2 - 0 | 1 - 3  |
| Santa Fe        | 3 - 2          | Deportivo Cali     | 1 - 1 | 2 - 1  |

### Demi-finales
Match aller du 6 au 8 novembre, match retour du 27 au 29 novembre 2018.
| Équipe 1      | Score | Équipe 2        | Aller | Retour |
| ------------- | ----- | --------------- | ----- | ------ |
| Santa Fe      | 0 - 3 | Atlético Junior | 0 - 2 | 0 - 1  |
| CA Paranaense | 4 - 0 | Fluminense      | 2 - 0 | 2 - 0  |

### Finale
La finale se joue en matchs aller et retour, en cas d'égalité après les deux rencontres la règle des buts marqués à l'extérieur n'est pas appliquée. Dans ce cas on joue une prolongation de 30 minutes suivi d'une séance de tirs au but si le score est toujours à égalité.
Match aller le 5 décembre, match retour le 12 décembre 2018.
| Équipe 1        | Score       | Équipe 2      | Aller | Retour |
| --------------- | ----------- | ------------- | ----- | ------ |
| Atlético Junior | 2–2 3-4 tab | CA Paranaense | 1–1   | 1–1    |

### Tableau final
|  | Huitièmes de finale     | Huitièmes de finale     | Huitièmes de finale | Huitièmes de finale |                 |                 | Quarts de finale | Quarts de finale | Quarts de finale | Quarts de finale |  |  | Demi-finales | Demi-finales | Demi-finales | Demi-finales |  |  | Finale | Finale | Finale | Finale |
|  |                         |                         |                     |                     |                 |                 |                  |                  |                  |                  |  |  |              |              |              |              |  |  |        |        |        |        |
|  |                         |                         |                     |                     |                 |                 |                  |                  |                  |                  |  |  |              |              |              |              |  |  |        |        |        |        |
|  | CD Cuenca               | CD Cuenca               | 0                   | 0                   |                 |                 |                  |                  |                  |                  |  |  |              |              |              |              |  |  |        |        |        |        |
|  | CD Cuenca               | CD Cuenca               | 0                   | 0                   |                 |                 |                  |                  |                  |                  |  |  |              |              |              |              |  |  |        |        |        |        |
|  | Fluminense              | Fluminense              | 2                   | 2                   |                 |                 |                  |                  |                  |                  |  |  |              |              |              |              |  |  |        |        |        |        |
|  | Fluminense              | Fluminense              | 2                   | 2                   | Fluminense      | Fluminense      | 1                | 1                |                  |                  |  |  |              |              |              |              |  |  |        |        |        |        |
|  |                         |                         |                     |                     | Fluminense      | Fluminense      | 1                | 1                |                  |                  |  |  |              |              |              |              |  |  |        |        |        |        |
|  |                         |                         | Nacional            | Nacional            | 1               | 0               |                  |                  |                  |                  |  |  |              |              |              |              |  |  |        |        |        |        |
|  | San Lorenzo             | San Lorenzo             | Nacional            | Nacional            | 1               | 0               | 3                | 0                |                  |                  |  |  |              |              |              |              |  |  |        |        |        |        |
|  | San Lorenzo             | San Lorenzo             |                     |                     |                 |                 |                  | 0                |                  |                  |  |  |              |              |              |              |  |  |        |        |        |        |
|  | Nacional                | Nacional                | 1                   | 2                   |                 |                 |                  |                  |                  |                  |  |  |              |              |              |              |  |  |        |        |        |        |
|  | Nacional                | Nacional                | 1                   | 2                   | CA Paranaense   | CA Paranaense   | 2                | 2                |                  |                  |  |  |              |              |              |              |  |  |        |        |        |        |
|  |                         |                         |                     |                     | CA Paranaense   | CA Paranaense   | 2                | 2                |                  |                  |  |  |              |              |              |              |  |  |        |        |        |        |
|  |                         |                         | Fluminense          | Fluminense          | 0               | 0               |                  |                  |                  |                  |  |  |              |              |              |              |  |  |        |        |        |        |
|  | Caracas                 | Caracas                 | Fluminense          | Fluminense          | 0               | 0               | 0                | 1                |                  |                  |  |  |              |              |              |              |  |  |        |        |        |        |
|  | Caracas                 | Caracas                 |                     |                     |                 |                 |                  | 1                |                  |                  |  |  |              |              |              |              |  |  |        |        |        |        |
|  | CA Paranaense           | CA Paranaense           | 2                   | 2                   |                 |                 |                  |                  |                  |                  |  |  |              |              |              |              |  |  |        |        |        |        |
|  | CA Paranaense           | CA Paranaense           | 2                   | 2                   | Bahia           | Bahia           | 0                | 1 (1)            |                  |                  |  |  |              |              |              |              |  |  |        |        |        |        |
|  |                         |                         |                     |                     | Bahia           | Bahia           | 0                | 1 (1)            |                  |                  |  |  |              |              |              |              |  |  |        |        |        |        |
|  |                         |                         | CA Paranaense       | CA Paranaense       | 1               | 0 (4)           |                  |                  |                  |                  |  |  |              |              |              |              |  |  |        |        |        |        |
|  | Bahia                   | Bahia                   | CA Paranaense       | CA Paranaense       | 1               | 0 (4)           | 2                | 1 (5)            |                  |                  |  |  |              |              |              |              |  |  |        |        |        |        |
|  | Bahia                   | Bahia                   |                     |                     |                 |                 |                  | 1 (5)            |                  |                  |  |  |              |              |              |              |  |  |        |        |        |        |
|  | Botafogo                | Botafogo                | 1                   | 2 (4)               |                 |                 |                  |                  |                  |                  |  |  |              |              |              |              |  |  |        |        |        |        |
|  | Botafogo                | Botafogo                | 1                   | 2 (4)               | Atlético Junior | Atlético Junior | 1                | 1 (3)            |                  |                  |  |  |              |              |              |              |  |  |        |        |        |        |
|  |                         |                         |                     |                     | Atlético Junior | Atlético Junior | 1                | 1 (3)            |                  |                  |  |  |              |              |              |              |  |  |        |        |        |        |
|  |                         |                         | CA Paranaense       | CA Paranaense       | 1               | 1 (4)           |                  |                  |                  |                  |  |  |              |              |              |              |  |  |        |        |        |        |
|  | Defensa y Justicia      | Defensa y Justicia      | CA Paranaense       | CA Paranaense       | 1               | 1 (4)           | 2                | 0                |                  |                  |  |  |              |              |              |              |  |  |        |        |        |        |
|  | Defensa y Justicia      | Defensa y Justicia      |                     |                     |                 |                 |                  | 0                |                  |                  |  |  |              |              |              |              |  |  |        |        |        |        |
|  | CA Banfield             | CA Banfield             | 0                   | 0                   |                 |                 |                  |                  |                  |                  |  |  |              |              |              |              |  |  |        |        |        |        |
|  | CA Banfield             | CA Banfield             | 0                   | 0                   | Atlético Junior | Atlético Junior | 2                | 1                |                  |                  |  |  |              |              |              |              |  |  |        |        |        |        |
|  |                         |                         |                     |                     | Atlético Junior | Atlético Junior | 2                | 1                |                  |                  |  |  |              |              |              |              |  |  |        |        |        |        |
|  |                         |                         | Defensa y Justicia  | Defensa y Justicia  | 0               | 3               |                  |                  |                  |                  |  |  |              |              |              |              |  |  |        |        |        |        |
|  | Atlético Junior         | Atlético Junior         | Defensa y Justicia  | Defensa y Justicia  | 0               | 3               | 1                | 1                |                  |                  |  |  |              |              |              |              |  |  |        |        |        |        |
|  | Atlético Junior         | Atlético Junior         |                     |                     |                 |                 |                  | 1                |                  |                  |  |  |              |              |              |              |  |  |        |        |        |        |
|  | CA Colon                | CA Colon                | 0                   | 1                   |                 |                 |                  |                  |                  |                  |  |  |              |              |              |              |  |  |        |        |        |        |
|  | CA Colon                | CA Colon                | 0                   | 1                   | Atlético Junior | Atlético Junior | 2                | 1                |                  |                  |  |  |              |              |              |              |  |  |        |        |        |        |
|  |                         |                         |                     |                     | Atlético Junior | Atlético Junior | 2                | 1                |                  |                  |  |  |              |              |              |              |  |  |        |        |        |        |
|  |                         |                         | Santa Fe            | Santa Fe            | 0               | 0               |                  |                  |                  |                  |  |  |              |              |              |              |  |  |        |        |        |        |
|  | LDU Quito               | LDU Quito               | Santa Fe            | Santa Fe            | 0               | 0               | 1                | 0 (1)            |                  |                  |  |  |              |              |              |              |  |  |        |        |        |        |
|  | LDU Quito               | LDU Quito               |                     |                     |                 |                 |                  | 0 (1)            |                  |                  |  |  |              |              |              |              |  |  |        |        |        |        |
|  | Deportivo Cali          | Deportivo Cali          | 0                   | 1 (3)               |                 |                 |                  |                  |                  |                  |  |  |              |              |              |              |  |  |        |        |        |        |
|  | Deportivo Cali          | Deportivo Cali          | 0                   | 1 (3)               | Deportivo Cali  | Deportivo Cali  | 1                | 1                |                  |                  |  |  |              |              |              |              |  |  |        |        |        |        |
|  |                         |                         |                     |                     | Deportivo Cali  | Deportivo Cali  | 1                | 1                |                  |                  |  |  |              |              |              |              |  |  |        |        |        |        |
|  |                         |                         | Santa Fe            | Santa Fe            | 1               | 2               |                  |                  |                  |                  |  |  |              |              |              |              |  |  |        |        |        |        |
|  | Santa Fe                | Santa Fe                | Santa Fe            | Santa Fe            | 1               | 2               | 0                | 0 (5)            |                  |                  |  |  |              |              |              |              |  |  |        |        |        |        |
|  | Santa Fe                | Santa Fe                |                     |                     |                 |                 |                  | 0 (5)            |                  |                  |  |  |              |              |              |              |  |  |        |        |        |        |
|  | Millonarios Fútbol Club | Millonarios Fútbol Club | 0                   | 0 (3)               |                 |                 |                  |                  |                  |                  |  |  |              |              |              |              |  |  |        |        |        |        |
|  | Millonarios Fútbol Club | Millonarios Fútbol Club | 0                   | 0 (3)               |                 |                 |                  |                  |                  |                  |  |  |              |              |              |              |  |  |        |        |        |        |
|  |                         |                         |                     |                     |                 |                 |                  |                  |                  |                  |  |  |              |              |              |              |  |  |        |        |        |        |

## Classements annexes